# Leteći cilindar (NLO)
Leteći cilindar ili leteća cigareta, oblik NLO-a koji se, navodno, viđaju diljem svijeta. Njihovo pojavljivanje i opažanje je rjeđe, nego viđenje NLO-a drugačijih oblika, od kojih je najčešći tip letećih tanjura ili diskova.
Jedno od viđenja NLO-a u obliku cigare na prostoru Hrvatske, dogodilo se 1985. godine na području između Pule i Cresa. Očevidac događaja bio je tadašnji pitomac JNA, pilot Trifko Radeta, koji je leteći u Galebu N-60 u zoni letenja Rab, na visinama od 2.500 i 4.500 metara, primjetio leteći objekt, cilindričnog oblika cigarete, boje aluminija, duljine 20 i širine 4 metra.
Dana 2. lipnja 2020. u 22:20 dvojica braće primjetila su veliki cilindrični NLO kraj New Yorka, koji se pojavio i 8. lipnja, kada su stanovnici Staten Islanda vidjeli također veliki leteći cilindar s oko 400 svjetala, kako lebdi u zraku. Godine 2012. amaterski astronom Allen Epling snimio je, na području Pike County u Kentuckyju, neobičnu duguljastu letjelicu na procjenjenoj visini od 30.000 m, što je previsoko za let komercijalnih zrakoplova.
Viđenja cilindričnih NLO-a izuzetno su rijetka. Nije zabilježeno nijedno takvo viđenje prije 1950. godine, a otada se u prosjeku prijavljuje dva takva viđenja po desetljeću. Međutim, od 2009. godine je u stalnom porastu broj viđenja NLO-a cilindričnog oblika nad New Yorkom. Istovremeno, u porastu je i broj viđenja takvih cilindričnih letjelica širom svijeta, o čemu su izvjestili MUFON i NUFORC. U statistici za 2014. godinu prijavljeno je 258 globalnih viđenja tih letjelica, od čega na viđenja u New Yorku otpada 5% od ukupnog broja viđenja.